# Louis Trenard
Louis Trenard (Portvendres, Rosselló, 1914 - Belley, 2 de març de 1994) fou un historiador francès, especialista en història de la cultura i del pensament i professor d'història contemporània de la universitat Charles-de-Gaulle Lille-III

## Biografia
Professor associat al Lycée Ampère a la regió de Lió, posteriorment ha estat professor de facultat a la Universitat de Lille III. Director de la Revue du Nord durant 32 anys, també va ser director del Centre Regional d'Estudis Històrics de Lille i director del Centre d'Història de la Regió del Nord i d'Europa del Nord-Oest.

## Obra
Especialista en història de la cultura i les mentalitats, Louis Trenard és autor de prop de 400 llibres, articles, participacions en llibres sobre els anys 1600 a 1850 i la història de la regió de Lió i sobretot del Nord-Pas-de-Calais i els països septentrionals.